# Erinnerungen einer alten Wienerin
Erinnerungen einer alten Wienerin ist ein Werk, das nach den Tagebüchern der Anna Hartmann von einer Nachfahrin der Autorin transkribiert wurde. Das Buch ist die Nr. 41 der Reihe Damit es nicht verloren geht…, herausgegeben von Michael Mitterauer und Peter Paul Kloß.

## Die Autorin Anna Hartmann
Anna Katharina Hartmann, geborene Waraschitz (* 8. April 1827 in Wien, † 12. Juni 1907 in Baden bei Wien) war das zweite Kind des bürgerlichen Wachsziehermeisters Johann Wareschitz (1788–1864) und der Anna Höblinger (1791–1838). Der Familienname wurde damals auf unterschiedliche Art geschrieben (Waraschitz, Wareschitz, Waraschütz).
Am 2. Mai 1847 heiratete sie den Webermeister Longin Eusebius Hartmann (* 22. Juni 1815 in Weckersdorf/Křinice; Bezirk Braunau (Königreich Böhmen), † 1877 in Wien). Dessen erste Ehe mit Maria Böhm hatte nach nur einem Jahr mit dem plötzlichen Tod seiner Gattin geendet.
Das Wiener Bürgerrecht war damals sehr bedeutsam, denn wer als 20-Jähriger Meister und Bürger von Wien wurde, war vom Militärdienst befreit und genoss auch noch andere Vergünstigungen.
Sie hatten zwei Kinder, die Tochter Anna (1848–1879), sowie den Sohn Longin (1852–1881), der einen großen Teil des Familienvermögens durchbrachte und deshalb nach Amerika emigrierte.
Anna Hartmann wurde auf dem Hütteldorfer Friedhof begraben.

## Inhalt
Die Erinnerungen wurden von Anna Hartmann in zwei Büchern in Kurrentschrift niedergeschrieben und umfassen den Zeitraum von 1725 bis 1848. Jedes Buch hat zwei Abteilungen. Im ersten Buch schreibt die Autorin über ihre Vorfahren, wobei sie sich auf die umfangreichen Aufzeichnungen ihrer Großmutter Maria Anna Höblinger stützt, die teilweise bis in die erste Hälfte des 17. Jahrhunderts zurückreichen. Dann folgen zeitgeschichtliche Schilderungen von Wien und der näheren Umgebung aus der Zeit der ersten Hälfte des 19. Jahrhunderts. Im zweiten Buch beschreibt sie ihre eigene Kindheit und die Geschichte der Familie ihres Mannes. Nach der Geburt ihres ersten Kindes Anna (1848), damals war sie 21 Jahre alt, beendet sie ihre Aufzeichnungen. Das letzte Kapitel beschäftigt sich mit ihrer Sicht auf die Revolution von 1848.
Erst im Alter von rund 70 Jahren, also in den Jahren 1895 bis 1905, hat Anna Hartmann mit der Niederschrift ihrer Erinnerungen begonnen. Ein früheres Tagebuch, das sie ab ihrem 10. Lebensjahr geschrieben hatte, war im Besitz einer ihrer Enkelinnen, ist aber nicht mehr greifbar.
Eine erste Transkription in Maschinenschrift wurde 1938 von einer Urenkelin der Autorin vorgenommen, eine weitere bearbeitete Version entstand nach dem Zweiten Weltkrieg. Für die Sammelreihe Damit es nicht verloren geht… hat Erika Flemmich, deren Gatte der Ur-Urenkel von Anna Hartmann ist, das Originalmanuskript wortgetreu transkribiert.

### Erstes Buch
In der ersten Abteilung Hundert Jahre, 1725–1825 zeichnet Anna Hartmann nach den Aufzeichnungen ihrer Großmutter Maria Anna Höblinger die Lebensgeschichten ihrer Familie auf. Begonnen hat sie mit der Urgroßmutter, der Gastwirtin Elisabeth Hueber–Graf, die mit ihrer Familie die große Explosion des Pulverturmes 1779 bei der Nußdorfer Linie erleben musste.
Die Großmutter selbst war ebenfalls Gastwirtin und für längere Zeit die Trakteurin der Königlich ungarischen Leibgarde, die ihre Kaserne im ehemaligen Palais Trautson hatte.
Anna Hartmanns Beweggründe für die zeitgeschichtlichen Aufzeichnungen in der zweiten Abteilung Das alte Wien zur Zeit meiner Kindheit (dreißiger Jahre des 19. Jahrhunderts) begründet sie folgendermaßen:

„Was ich jetzt erzähle, gehört zwar nicht zur Familienchronik, aber erstens erinnere ich mich genau an alles, was die Frau Großmutter mir erzählte, und dann kann man sich aus den kleinen Zügen ein Bild jener Zeit machen.“

Sie schildert die Stadtbefestigungen mit dem Glacis, Kirchen, Märkte, die Wiener Bürgerregimenter, Schulen, Prozessionen, die Vorstädte und Gründe, Geschäfte und Straßenfiguren (Seifensieder, Rastelbinderm Bandlkramer, …), Frauenbekleidung usw.

### Zweites Buch
Die erste Abteilung dieses Buches Kindheit und Jugend beschreibt ausführlich ihre Jugendzeit mit zeitgeschichtlichen Einschüben und die zweite Gattin und Mutter die Familie ihres Gatten Longin Eusebius Hartmann, ihre Heirat, die Geburt der Tochter Anna und schließt mit der Beschreibung der Märzrevolution aus ihrer Sicht. Da sie einer kaisertreuen Familie entstammte, war diese Sicht eher kritisch und antirevolutionär. So überliefert sie ein Spottgedicht auf Anton Füster, den Feldkaplan der Akademischen Legion.

„Oh! Stört ihn nicht in seinem Glücke / Auf Pflastersteinen ruht sein Blicke,
Und eine Barrikaden-Dame küsst er / Der Herr Professor, Pater, Deputierte Füster.“

## Ausgabe
- Anna Hartmann: Erinnerungen einer alten Wienerin. Hrsg.: Erika Flemmich (= Damit es nicht verloren geht. Nr. 41). Böhlau, Wien / Köln / Weimar 1998, ISBN 3-205-98848-5 (books.google.at – Leseprobe und Einbandfoto bis zur Seite 173 von 442.).

Klappentext:

„Einen außergewöhnlichen Fund stellen die handschriftlichen Aufzeichnungen der Anna Hartmann dar, die die Lebensgeschichte ihrer Vorfahren und ihres aus Böhmen stammenden Mannes, ihre eigenen Kindheits- und Jugenderinnerungen an das Wien der 30er Jahre des 19. Jahrhunderts zum Inhalt haben. Als Tochter eines bürgerlichen Wachsziehers und Frau eines Webermeisters war sie mit der Arbeitswelt und Lebensweise dieser beiden Berufsgruppen aufs engste vertraut. Kindheits- und Jugendjahre waren geprägt von der Großmutter, einer angesehnen Gastwirtin, deren ausführliche Erzählungen es Anna Hartmann ermöglichten ihre Schilderungen bis auf die Urgroßelterngeneration und deren Lebensbilder auszuweiten.“